# Hrabstwo Jackson (Teksas)

Piramida wieku hrabstwa

Hrabstwo Jackson – hrabstwo w Stanach Zjednoczonych, położone w południowo-wschodniej części stanu Teksas. Zostało utworzone w 1836 roku i jest jednym z pierwotnych hrabstw Teksasu. Jego nazwa upamiętnia prezydenta Andrew Jacksona. Siedzibą władz hrabstwa i jego największym miasteczkiem jest Edna.

## Geografia
Hrabstwo Jackson zajmuje powierzchnię 857 mil² (ok. 2220 km²). Z tego 27 mil² (ok. 71 km²), czyli 3,2% całkowitej powierzchni, stanowią wody. Charakteryzuje się nizinnym terenem, typowym dla regionu wybrzeża Zatoki Meksykańskiej (wys. 46-48 metrów n.p.m.). Przez hrabstwo przepływa rzeka Lavaca, która uchodzi do Zatoki Lavaca. Klimat jest subtropikalny wilgotny, z gorącymi latami i łagodnymi zimami. Ponad 16% jego powierzchni to lasy. 

### Miejscowości
- Edna
- Ganado
- La Ward
- Lolita
- Vanderbilt

### Sąsiednie hrabstwa
- Hrabstwo Colorado (północ)
- Hrabstwo Wharton (północny wschód)
- Hrabstwo Matagorda (południowy wschód)
- Hrabstwo Calhoun (południe)
- Hrabstwo Victoria (południowy zachód)
- Hrabstwo Lavaca (północny zachód)

## Demografia
Według danych pięcioletnich z 2023 roku, mieszkańcy deklarują głównie pochodzenie meksykańskie (30,4%), niemieckie (13,2%), mieszane (11,9%), czeskie (8,8%), angielskie (7,7%), irlandzkie (6,5%), afroamerykańskie (5,9%) i „amerykańskie” (5,9%).
Hrabstwo Jackson wyróżnia się na tle Teksasu znaczną populacją pochodzenia czeskiego (8,8%), co jest jednym z najwyższych odsetków w stanie, a we wcześniejszych latach mógł być wyższy. Czescy imigranci osiedlali się licznie na Równinie Nadbrzeżnej w Teksasie od połowy XIX i na początku XX wieku, przyczyniając się do rozwoju rolnictwa. Ich dziedzictwo jest widoczne w lokalnej kulturze poprzez takie elementy jak: kuchnia, tradycja i nazewnictwo. 

## Gospodarka
Gospodarka hrabstwa Jackson historycznie opierała się na rolnictwie, głównie na uprawie ryżu, bawełny i kukurydzy, a także na hodowli bydła. Bliskość Zatoki Meksykańskiej sprzyjała również rozwojowi rybołówstwa, zwłaszcza połowom krewetek i ostryg. Współcześnie hrabstwo wyróżnia się w Teksasie pod względem rybołówstwa i akwakultury, zajmując 3. miejsce w stanie (dane z 2022). Mimo że sektor ten nie zatrudnia dużej liczby osób, odgrywa kluczową rolę w lokalnej gospodarce.
Chociaż sektor wydobywczy nie plasuje hrabstwa w czołówce stanu (zajmuje 44. miejsce dla ropy i jest poza setką dla gazu), to właśnie obecność tych złóż uczyniła go kluczowym elementem lokalnej ekonomii. Rozwój infrastruktury związanej z wydobyciem i transportem węglowodorów stworzył wiele miejsc pracy. Strategiczne położenie nad Zatoką Meksykańską sprzyja rozwojowi logistyki i transportu. Wzrost przemysłu lekkiego i usług również przyczynia się do dywersyfikacji źródeł dochodów regionu.